# ساتون (فيرمونت)
ساتون (بالإنجليزية: Sutton, Vermont)‏ هي بلدة تقع بولاية فيرمونت في الولايات المتحدة. تبلغ مساحتها 99.4 (كم²)، وترتفع عن سطح البحر 426 م، بلغ عدد سكانها 1029 نسمة في عام 2010 حسب إحصاء مكتب تعداد الولايات المتحدة وتصل الكثافة السكانية فيها 10.4 نسمة/كم2.

## المناخ
يظهر الجدول التالي التغييرات المناخية على مدار السنة لساتون:
| البيانات المناخية لـساتون                              | البيانات المناخية لـساتون | البيانات المناخية لـساتون | البيانات المناخية لـساتون | البيانات المناخية لـساتون | البيانات المناخية لـساتون | البيانات المناخية لـساتون | البيانات المناخية لـساتون | البيانات المناخية لـساتون | البيانات المناخية لـساتون | البيانات المناخية لـساتون | البيانات المناخية لـساتون | البيانات المناخية لـساتون | البيانات المناخية لـساتون |
| الشهر                                                  | يناير                     | فبراير                    | مارس                      | أبريل                     | مايو                      | يونيو                     | يوليو                     | أغسطس                     | سبتمبر                    | أكتوبر                    | نوفمبر                    | ديسمبر                    | المعدل السنوي             |
| ------------------------------------------------------ | ------------------------- | ------------------------- | ------------------------- | ------------------------- | ------------------------- | ------------------------- | ------------------------- | ------------------------- | ------------------------- | ------------------------- | ------------------------- | ------------------------- | ------------------------- |
| الدرجة القصوى °ف (°م)                                  | 61 (16)                   | 61 (16)                   | 77 (25)                   | 90 (32)                   | 92 (33)                   | 95 (35)                   | 98 (37)                   | 96 (36)                   | 96 (36)                   | 83 (28)                   | 70 (21)                   | 60 (16)                   | 98 (37)                   |
| متوسط درجة الحرارة الكبرى °ف (°م)                      | 24 (−4)                   | 27 (−3)                   | 37 (3)                    | 51 (11)                   | 65 (18)                   | 74 (23)                   | 79 (26)                   | 77 (25)                   | 68 (20)                   | 55 (13)                   | 41 (5)                    | 29 (−2)                   | 52 (11)                   |
| متوسط درجة الحرارة الصغرى °ف (°م)                      | −1 (−18)                  | −1 (−18)                  | 11 (−12)                  | 26 (−3)                   | 36 (2)                    | 46 (8)                    | 51 (11)                   | 48 (9)                    | 41 (5)                    | 31 (−1)                   | 22 (−6)                   | 8 (−13)                   | 26 (−3)                   |
| أدنى درجة حرارة °ف (°م)                                | −40 (−40)                 | −41 (−41)                 | −34 (−37)                 | −11 (−24)                 | 15 (−9)                   | 19 (−7)                   | 29 (−2)                   | 26 (−3)                   | 19 (−7)                   | 9 (−13)                   | −12 (−24)                 | −35 (−37)                 | −41 (−41)                 |
| المصدر: https://wrcc.dri.edu/cgi-bin/cliMAIN.pl?vt8172 |                           |                           |                           |                           |                           |                           |                           |                           |                           |                           |                           |                           |                           |

## أعلام
- هنري أوسكار هوتون
- فرد مان
- جيمس مونرو إنغلز

## وصلات خارجية
- The US50 - Cities and Towns in Vermont State
- Vermont Cities and Towns, Facts, Map, Flag, Colleges, Government, and More